# HONDALADY
HONDALADY（ホンダレディ）は、マル(Vo,Prog)、Die(DJ,TB-303)によるテクノロックユニット。

## 経歴
マルを中心に1995年に結成。以後ライブやCDリリースなどの活動をスタート。チェキッ娘から生まれたアイドルユニットMETAMOのサウンドプロデュース、ゲームソフトへの楽曲提供などを経て、2001年1stアルバム『PRINCE』リリース。その後メンバーチェンジを繰り返し、2002年秋からマルとDieの2人体制による新生HONDALADY始動。
2002年12月、新生HONDALADYとしてボアダムス、ROVO、STROBOなど国内のトランス・デジタルハードコア系アーティストによるコンピレーション・アルバム『anima mundi』に参加。「hello,hello」を楽曲提供し、テクノ/ダンスフィールドに限らず各方面から絶賛を浴び、現在でもライブのハイライトナンバーになっている。
2003年8月、「hello,hello」も収録された2ndアルバム『東京VINYL』を発表。真城めぐみ、LIQUID FUNKなど豪華ゲスト陣のほかに、ミキシング・エンジニアに渡辺省二郎、内田直之、吉村健一を起用した。約半年後の2004年2月19日にミニアルバム「136」をリリース。DJミックスの手法を用いて、プログレ仕立てのインナーワールドが展開するノンストップアルバムというコンセプトが新たなリスナー層を獲得。リード曲「Night & Day」はテレビ東京系番組『サウンドブレイク』オープニングソング。2005年6月には以前より親睦の深かったバンドpeachとのスプリットアルバム『peacH ON DA LADY』をリリース。
2005年9月サ3rdアルバム『TVTB』リリース。宍戸留美とのデュエットソング「timecode」、Hi-5オダタカユキ、miami、neutrioなど多彩なゲスト陣とのコラボレーションを軸としたこの作品は、人気イラストレーター・コザキユースケがジャケットを担当し、話題に。
2006年、レーベルを移籍し、三浦俊一（元有頂天/元P-MODEL）をプロデューサーに、華原朋美のヒット曲「I'm proud」をカバーした「I'm proud e.p.」を発表。2006年9月、ビンテージシンセサイザーTB-303をフィーチャーしたアルバム『303』リリース。レピッシュのMAGUMIがゲストボーカルとして参加している。
2009年、e+がプロデュースするエンタメ市場×SUMMER SONIC 2009（ファン投票により、サマソニ出演アーティストが決定するという企画）にて総投票数1546票を獲得し、テクノ/エレクトロ部門で8位を記録する。

## ソロ活動
マル・Dieともにソロ名義での楽曲提供・別バンド・DJなど、HONDALADY以外での活動も活発に行っている。
マルは電撃ネットワークのギュウゾウ、Hi-5のオダタカユキ、漫画家のエロコエロオらとロックバンドkamakaji（2005-）、neutrinoのゴトウカズヒロックとマンチェスター再現バンドkevin shieldsのメンバーのほか、DJとしてイベントteenage of the year*を主催している。
Dieのソロ活動はハッピーハードコア/アシッドハウスまでを網羅したDJ活動がメイン。DieTRAX名義でのソロ活動ではゲームネタを使ったハードコアテクノを基調に、99年「8BIT STRIKES BACK」をリリースしている。そしてナゴム系コピーバンド征露丸Xのメンバーとしても活動中。ketchuparts（ケチャップアーツ）名義で服飾デザイナーとしての顔を持つ。ketchupartsの製品はshop33で入手可能。ちなみにHONDALADYのジャケット・グッズのデザインのほとんどは彼の手によるもの。

## ディスコグラフィ
アルバム
- PRINCE (2001.4リリース tricycle)
- 東京vinyl (2003.8リリース ワーナーインディーズ・廃盤)
- 136 (2004.2リリース ワーナーインディーズ・廃盤)
- peacH ON DA LADY(2005.6リリース shangrrila records)
- TVTB (2005.9リリース galactika)
- 303 (2006.9リリース delfi/blue merle)
- WORLD RECORD (2007.12リリース KIMONO)
- CASSETTABLE (2009.2リリース KIMONO)
- SNEAKER MON AMOUR (2010.3リリース KIMONO)
- ギミアブレイク (2011.4リリース KIMONO)
- HONDALADY (2012.5リリース KIMONO)
- ON PATROL (2013.4リリース KIMONO)
- LOOPER LOOPER (2014.4リリース KIMONO)

ベスト・アルバム
- WINNER (2011.7リリース)

マキシシングル
- Eurobeat Boxer ep(1998.5リリース tricycle)
- Thunder Convoy ep(1998.10リリース tricycle)
- RED(1999.6リリース tricycle)
- BLUE(1999.7リリース tricycle)
- YELLOW(1999.8リリース tricycle)
- 88"EIGHTYEIGHT"REMIX (2000.8リリース tricycle)
- Oranges&Lemons (2000.12リリース tricycle)
- I'm proud e.p. (2006.5リリース delfi/blue merle)

リミックス参加
- メタモ / タカラ島 (2001.6リリース tricycle)
- 電撃ネットワーク / 俺はもうダメだ (2006.6リリース テイチク)
- 航空電子 / I'm proud e.p.(2006.5リリース delfi/blue merle)
- ケラ&ザ・シンセサイザーズ / 隣の女(2006.6リリース delfi/blue merle)

サウンドプロデュース、楽曲提供等
- メタモ / オレンジ (2000.8リリース tricycle　作詞・作曲・サウンドプロデュース)
- メタモ / JA DO (2000.11リリース tricycle　作詞・作曲・サウンドプロデュース)
- V.A. / anima mundi (2002.11リリース ワーナーミュージック 楽曲提供)